# Артур Домбровський
Артур Домбровський–Юноша (пол. Artur Dąbrowski-Junosza; 19 березня 1854 – 5 березня 1917) — фельдмаршал–лейтенант Збройних сил Австро–Угорщини.

## Біографія
Народився 19 березня 1854 року. З 1873 р. проходив службу в 20–му піхотному полку, який базувався у Відні. 1 вересня 1873 р. йому було присвоєно звання підпоручика, а 15 вересня 1878 р. – лейтенанта.
У 1882 році його перевели до 93–го Моравського піхотного полку в Оломоуці. 1 листопада 1894 р. отримав чин майора. Після підвищення його перевели до 100–го Сілезько-Моравського піхотного полку в Кракові, де він був командиром 2–го батальйону до 1895 року. 
1 листопада 1897 року він отримав звання підполковника і був переведений до 78–го угорського піхотного полк в Осієку на посаду командира 1–го батальйону. У 1899 році він був переведений на посаду командира 3–го батальйону і командував ним до 1900 р. 2 травня 1901 р. отримав звання полковника. Того ж року його перевели з 78–го піхотного полку до 1–го боснійсько–герцеговинського піхотного полку у Відні, а через два роки він став командиром цього полку. 9 травня 1907 р. призначений в чині генерал–майора командиром 86–ї піхотної бригади Крайової оборони в Чернівцях.
24 березня 1910 року звільнений зі служби. 26 травня 1911 року отримав звання фельдмаршала–лейтенанта. У 1914 р. жив у Відні. Мав сина Отто, він же Оттокар Юзеф Артур (1898–1954), капітан Війська Польського на Заході.
Помер 5 березня 1917 року.

## Нагороди
- Хрест «За військові заслуги» (1898)[7];
- Австрійський орден Залізної Корони ІІ ступеня (1911)[8];
- Лицарський хрест австрійського ордена Леопольда (1911)[8];
- Медаль «За військові заслуги» на червоній стрічці (1910)[9];
- Військова медаль (1910)[9];
- Офіцерський хрест «За 25 років служби» ІІІ ступеня (1900)[10];
- Бронзова ювілейна медаль для Збройних сил і жандармерії (1900)[10];
- Військовий ювілейний хрест (1909)[11];